# Zenargidae
Zenargidae é uma família de vespa-serra (Symphyta) da ordem de insetos Hymenoptera, que atualmente abrange apenas uma espécie: Zenarge turneri, nativa da Austrália, conhecida como a vespa dos ciprestes ou vespa callitris. São vespas medindo entre 10 e 15 mm, de coloração parda, branca e preta, que apresentam pontuações em todos segmentos corporais. Restrita à costa e planaltos da Australia oriental, é tida como uma praga em New South Wales por atacar fortemente a folhagem de pés de Callitris e Cupressus.
Como todos insetos himenópteros, passam por metamorfose completa. As larvas de Z. turneri alimentam-se das folhas de gymnospermas, principalmente dos ciprestes australianos (Callitris), mas também de variedades introduzidas no continente. São verdes, lembrando as lagartas da ordem Lepidoptera.
Atualmente, acredita-se na existência de duas subespécies: (i) Zenarge turneri turneri Rohwer, 1918 – normalmente de porte maior, com as tíbias traseiras parcialmente brancas; (ii) Zenarge turneri ragus Moore, 1962 – normalmente de porte menor, com as tíbias traseiras pretas.